# Sjælland

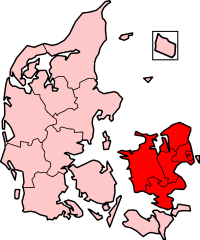
Bản đồ Đan Mạch với đảo Sjælland được tô đậm

Sjælland (tiếng Anh: Zealand, tiếng Latin: Selandia), có diện tích 7.031 km², là đảo lớn nhất của Đan Mạch và là đảo lớn thứ 95 trên thế giới.
Cùng với đảo Fyn và bán đảo Jylland, đảo này là trung tâm kinh tế, chính trị, văn hóa; nơi tập trung dân cư và hệ thống giao thông của vương quốc Đan Mạch. Sjælland được nối với đảo Fyn bởi Cầu Storebælt (Storebæltsbroen, tiếng Anh: Great Belt Bridge) và nối với Thụy Điển bởi Cầu Oresund (Øresundsbron, tiếng Anh: Oresund Bridge).

## Địa lý
Đảo Sjælland nằm ở giữa bán đảo Jylland và vùng Scania (nam Thụy Điển). Về phía tây bắc có eo biển Kattegat, ngăn cách với bán đảo Jylland. Về phía tây là Eo biển lớn (Storebælt), ngăn cách với đảo Fyn. Phía đông là eo biển Oresund (Øresund), ngăn cách với vùng Scania (Thụy Điển). Phía nam là biển Baltic.
Sjælland có các bờ biển chủ yếu là đất cát, thấp; ngoại trừ Vách đá vôi thẳng đứng ở Stevns (dài 12 km, cao 41 m) và một số vách đất sét thẳng đứng ở một số nơi khác. Điểm thiên nhiên cao nhất của đảo là Kobanke (122,9 m), các điểm cao nhân tạo là Gyldenløves Høj (126 m) và Vejrhøj (121 m)
Tên của quốc gia New Zealand được đặt theo tên tiếng Anh (Zealand) của hòn đảo này. Khi nhà thám hiểm người Hà Lan Abel Tasman phát hiện ra một quần đảo ở nam Thái Bình Dương, ông đã lấy tên tỉnh Zeeland của Hà Lan đặt cho nó. Nhưng những người Anh lại hiểu nhầm rằng tên của quần đảo được đặt theo tên của đảo Zealand, và đặt cho nó cái tên mới là "New Zealand".
Theo Thần thoại Bắc Âu thì Sjælland được nữ thần Gefjon tạo ra.
Một phần thủ đô Copenhagen(København) nằm ở phía đông Sjælland, phần còn lại nằm trên đảo Amager (rộng 96,29 km²).

## Các thành phố và dân số
- Allerød (23.458 dân)
- Birkerød (19.507)
- Frederiksberg (92.234)
- Greve Strand (40.626)
- Helsingør (34.339)
- Hillerød (29.382)
- Holbæk (25.987)
- Kalundborg (16.360)
- Korsør (14.773)
- Copenhagen (København) (1.145.804)
- Køge (34.735)
- Lyngby (10.600)
- Nivå (7.797)
- Næstved (41.510)
- Præstø (3.929)
- Ringsted (19.492)
- Roskilde (46.071)
- Slagelse (31.914)
- Slangerup (6.779)
- Sorø (7.510)
- Vordingborg (8.947)
- Vallensbæk (12.000)